# Geraldia pallida
Geraldia pallida är en tvåvingeart som beskrevs av Barraclough 1992. Geraldia pallida ingår i släktet Geraldia och familjen parasitflugor. Inga underarter finns listade i Catalogue of Life.